# Maison d'arrêt de Bourges
La maison d'arrêt de Bourges, localement appelée prison du Bordiot, est un établissement pénitentiaire français situé à Bourges, dans le département du Cher, en région Centre-Val de Loire.

## Histoire
La maison d'arrêt de Bourges, construite en 1886, a été mise en service en 1896.
Elle vient remplacer la prison antérieure, qui était située depuis deux siècles dans les caves du Palais du duc Jean de Berry, siège actuel du Conseil général, mais qui avait été jugée inadaptée par l'inspection de 1850. C'est en 1854, qu'est décidé la construction d'un nouvel établissement, mais dont le choix de l'emplacement posa problème.
C'est donc à partir de 1882 qu'un édifice "moderne" fut construit, selon les plans des architectes Bussières et Pascault. Il est situé sur la butte d'Archelet et surplombe donc à la fois la gare et la ville. La porte d'entrée de l'établissement est classée aux monuments historiques. Pendant l'occupation, le Bordiot a été mêlé aux exactions de la Gestapo de Bourges (et en particulier aux actions de Pierre Paoli), mais aussi à l'action bienfaisante d'un de ses gardiens allemands : Aloïs Stanke mis en image sous le titre Le Franciscain de Bourges en 1967 par Claude Autant-Lara à partir du récit de Marc Toledano.

## Description
En France, une maison d'arrêt est un établissement pénitentiaire qui reçoit les personnes prévenues en détention provisoire (détenues en attente de jugement ou dont la condamnation n’est pas définitive) ainsi que les personnes condamnées dont la peine ou le reliquat de peine n’excède pas deux ans.
La maison d'arrêt de Bourges, d'une capacité théorique de 118 places, dispose de trois quartiers : un quartier maison d'arrêt pour hommes, un quartier maison d'arrêt pour femmes et un quartier de semi-liberté.
Outre les espaces de détention, l'établissement abrite un atelier de 500 m2 réservé au travail volontaire des personnes détenues.
La maison d'arrêt de Bourges est rattachée à la direction interrégionale des services pénitentiaires de Dijon et au service pénitentiaire d'insertion et de probation (SPIP) du Cher. Elle est située sur le ressort de la cour d’appel et du tribunal de grande instance de Bourges.